# Radar de aproximación de precisión

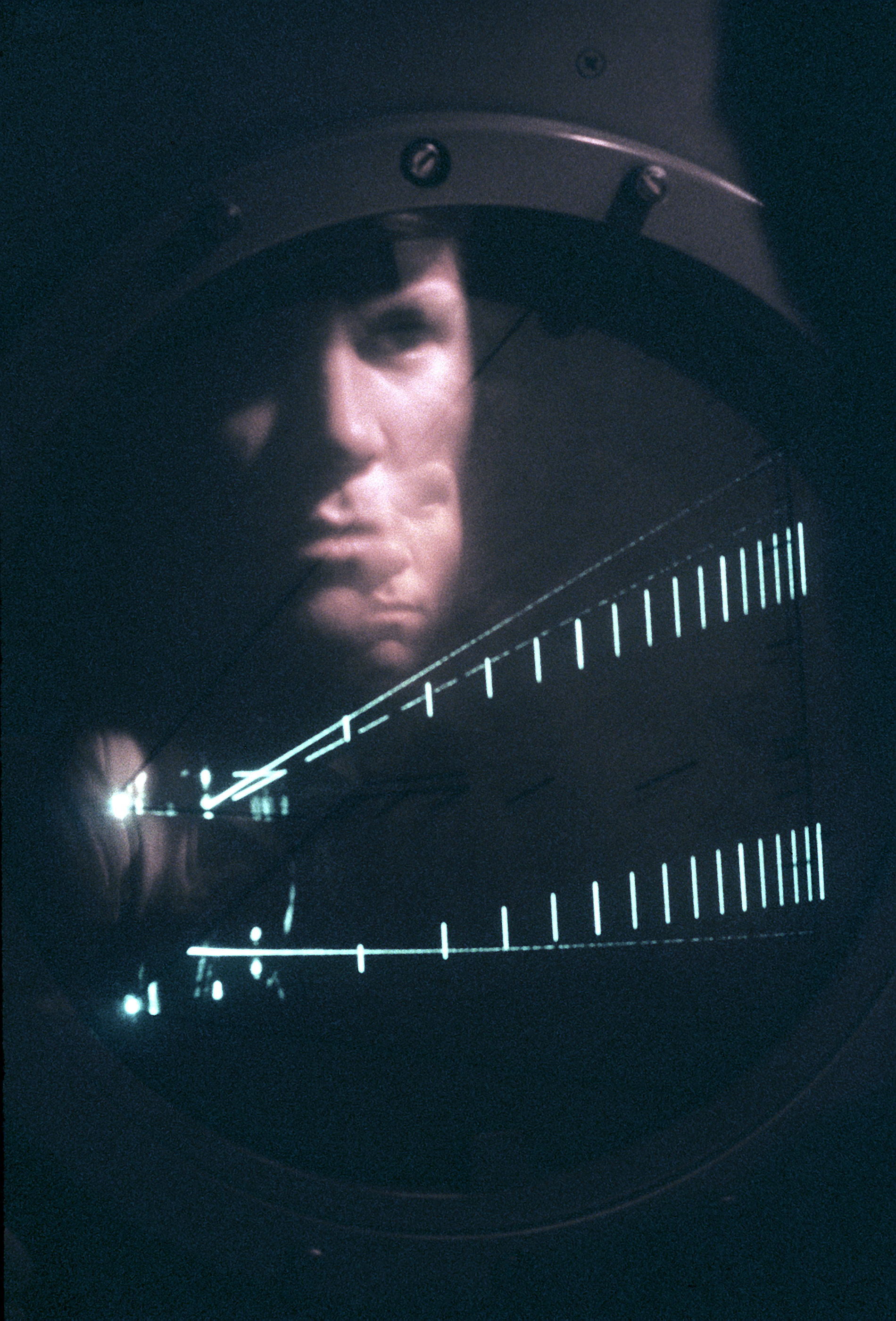
Reflejo de un operador de tráfico aéreo, en un escaneador Beta. Las líneas largas corriendo en diagonal a través de la pantalla representan el centro desde la pendiente de aterrizaje, las barras verticales son marcadores de distancia, y las líneas punteadas (justo visibles) representan la "máxima distancia de seguridad" que una aeronave puede perderse. La distancia entre esos marcadores y la línea central decrece estrechamente al punto de aterrizaje.

El radar de aproximación de precisión (acrónimo en inglés: PAR) es un tipo de sistema de guiado de radar diseñado para dar guía lateral y vertical a una aeronave y a su piloto para aterrizar en un punto acordado. Los controladores observan cada posición de aeronave en las pantallas del PAR, y transmiten instrucciones al piloto en curso durante la aproximación final. Es similar al sistema de aterrizaje instrumental (ILS) pero requiere de instrucciones de control. Un tipo de aproximación instrumental que puede hacer uso del PAR es la aproximación de aterrizaje controlado (GCA).
Los radares de aproximación de precisión tienen su uso principal en entornos militares, donde el avión no sigue una maniobra estándar por instrumentos. Generalmente se usaban los radares de precisión FPN-63 o el MPN-14K. Estos radares pueden dar guía de precisión a una distancia de 35 km en modo normal, y de 27 km en "modo MTI". El monitor de radar OJ-333 es el que usa el controlador de tránsito aéreo de la imagen para dar instrucciones al piloto. 